# Heinrich Fink

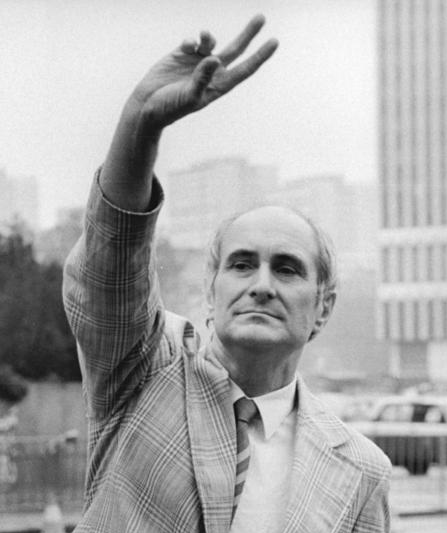
Heinrich Fink bei der Mahnwache vor dem Berliner Dom, 6. August 1990

Heinrich Fink (* 31. März 1935 in Korntal, Bessarabien, Rumänien; † 1. Juli 2020 in Berlin) war ein deutscher evangelischer Theologe, Politiker und Hochschullehrer.
Fink war von 1990 bis 1991 Rektor der Humboldt-Universität zu Berlin. Wegen des Vorwurfs, ein inoffizieller Mitarbeiter (IM) des Ministeriums für Staatssicherheit (MfS) gewesen zu sein, wurde er entlassen. Er war von 1998 bis 2002 Bundestagsabgeordneter der Partei des Demokratischen Sozialismus (PDS) und von 2003 bis 2014 Vorsitzender der Vereinigung der Verfolgten des Naziregimes – Bund der Antifaschistinnen und Antifaschisten (VVN-BdA), deren Ehrenvorsitzender er ab 2014 war.

## Leben

### Jugend
Fink stammte aus einer bessarabiendeutschen pietistischen Bauernfamilie, die während des Zweiten Weltkriegs in den Reichsgau Wartheland, einem 1939 annektierten Teil Polens, umgesiedelt worden war und die es nach Glienicke (bei Ziesar) in Brandenburg verschlagen hatte. Bis 1954 besuchte Fink Schulen in Glienicke, Brandenburg (Havel) und Genthin, war aktiv in der Jungen Gemeinde und trat der Freien Deutschen Jugend bei.

### Wissenschaftliche Laufbahn
Von 1954 bis 1960 studierte Fink evangelische Theologie an der Humboldt-Universität zu Berlin (HUB) und besuchte auch Lehrveranstaltungen an den Universitäten in Berlin (West). 1958/59 unterbrach er sein Studium für eine Tätigkeit als Reisesekretär der Evangelischen Studentengemeinde und arbeitete ab 1958 im Weißenseer Arbeitskreis mit. Nach einem Vikariat 1960/1961 in Halle an der Saale wurde Fink Wissenschaftlicher Assistent an der HUB.
Mit der Dissertation Begründung der Funktion der Praktischen Theologie bei Friedrich Daniel Ernst Schleiermacher. Mit einer Untersuchung anhand seiner praktisch-theologischen Vorlesungen wurde Fink 1966 an der HUB promoviert. 1969 wurde er dort Dozent. Danach begann er mit einer Habilitation im Fach Praktische Theologie zum Thema Seelsorge und Gruppendynamik, fand damit aber nicht die Zustimmung der Fakultät. Aufgrund der Vorschriften des neu eingeführten Dr. sc. dachte er an eine disziplinübergreifende Arbeit. Als ihm mitgeteilt wurde, er solle zum Professor berufen werden, wollte er das Fach wechseln, was nicht genehmigt wurde. Daher erfolgte 1978 die Habilitation in der Praktischen Theologie nach der Vorlage der B-Promotion Karl Barth und die Bewegung Freies Deutschland in der Schweiz. Diese beruhte auf Protokollen, die Fink 1973 im Nachlass von Charlotte von Kirschbaum gefunden hatte. Die Sektionsgewerkschaftsleitung legte gegen das Verfahren, an dem kein Fachvertreter der Praktischen Theologie beteiligt war, sowie gegen die Ernennung Finks zum Professor für Praktische Theologe vergeblich Einspruch ein. Am 1. September 1979 wurde er zum Professor für Praktische Theologie berufen. 1980 wurde er Dekan der Theologischen Fakultät und im April 1990 „als einer von vier Kandidaten mit 72 Prozent der Delegiertenstimmen aus Professoren, Studenten sowie wissenschaftlichen, administrativen und technischen Mitarbeitern zum erstmals frei bestimmten Rektor“ der HUB gewählt. Die Wahl galt als grundlegende Richtungsentscheidung.

### Entlassungsverfahren und öffentliche Reaktionen
Am 25. November 1991 erklärte Joachim Gauck, der Bundesbeauftragte für die Stasi-Unterlagen (BStU), öffentlich, Fink sei für das MfS als IM tätig gewesen. Eine von Fink selber veranlasste Prüfung durch die Gauck-Behörde hatte im Februar 1991 noch ergeben, es gebe keine Hinweise auf eine solche Tätigkeit.
Als Reaktion auf die Erklärung Gaucks verlangte der damalige Berliner Wissenschaftssenator Manfred Erhardt (CDU) noch an demselben Tag von Fink ein Gespräch unter vier Augen. Anschließend kündete Erhardt die fristlose Entlassung Finks als Professor an.
Weil die Vorwürfe bereits einige Tage vorher öffentlich gemacht worden waren (u. a. in Die Zeit und Die Welt), sprach Fink später von einer „Kampagne“, die darauf zielte, eigenständige demokratische Entwicklungen auf dem Gebiet der DDR zu unterbinden. Er erklärte, dass seine mündlichen und schriftlichen Kontakte mit staatlichen Dienststellen (v. a. mit dem Ministerium für Hoch- und Fachschulwesen und dem Staatssekretariat für Kirchenfragen) „abgeschöpft“ worden und von daher in seine MfS-Akte gelangt seien. Am 27. November 1991 erklärte die Vollversammlung der Humboldt-Universität, es sei ein „unmöglicher Zustand“, dass Aktenmaterial der Gauck-Behörde vorab an die Presse gelangen konnte.
Am 28. November 1991 sprach die Personalkommission unter Erhardts Vorsitz die fristlose Entlassung Finks aus. In einer außerordentlichen Konzilssitzung am 29. November 1991 erläuterten Gauck und sein Vertreter Hansjörg Geiger die Vorwürfe gegen Fink anhand einer Materialsammlung aus diversen Akten und Schriftstücken aus dem Bestand ihrer Behörde. Auf Anweisung des Chefs der Abteilung, Joachim Wiegand, habe der Führungsoffizier von IM „Heiner“, Klaus Roßberg, die Vernichtung großer Teile der ursprünglichen Akte am 6. Dezember 1989 angeordnet. Geiger verwies auf Indizien, v. a. auf einen IM-Vorlauf und auf einen Telefonanruf Finks bei einer MfS-Dienststelle. Er könne eine Tätigkeit Finks als IM „nicht ausschließen“, aber „konkret“ gebe es keine Beweise und vor allem keine Verpflichtungserklärung. Auf die Frage, ob Fink vielleicht nicht gewusst hätte, dass diese Akten über ihn angelegt wurden, erklärte Gauck, das sei gerade in diesem Fall durchaus möglich. Das Konzil befand, dass die fristlose Entlassung Finks rechtlich fragwürdig sei.
Zahlreiche westdeutsche und ostdeutsche Künstler, Wissenschaftler und Bürgerrechtler (u. a. Inge Aicher-Scholl, Christoph Hein, Christa Wolf, Stefan Heym, Daniela Dahn, Jens Reich, Wolf-Dieter Narr, Dorothee Sölle und Rudolf Bahro) erklärten ihre Solidarität mit Fink und sprachen von einer politischen Maßnahme. Senator Erhardt habe willkürlich eigenmächtige Entscheidungen gegen die gewählten Gremien der Humboldt-Universität getroffen.
Am 3. Dezember 1991 erhob Fink beim Arbeitsgericht Klage gegen seine fristlose Entlassung. Am 1. April 1992 erklärte das Gericht die Entlassung Finks für rechtswidrig und forderte die HUB auf, Fink mit sofortiger Wirkung als Hochschullehrer weiter zu beschäftigen. Die Kündigung und Entlassung Finks seien ohne Einsicht in die Akten und nur aufgrund einer brieflichen Information der Gauck-Behörde erfolgt. Die Schreiben und Berichte der Gauck-Behörde sowie die MfS-Akten seien kein Beweismaterial, sondern Privaturkunden, die höchstens beweisen könnten, dass die einzelnen Angaben, Erklärungen und Vermerke von den jeweiligen Ausstellern stammten. Die Auskünfte der Gauck-Behörde seien in jedem Falle durch die auskunftsersuchende Stelle, hier die Senatsverwaltung, inhaltlich zu überprüfen. (Az. 64 A Ca 28177/91)
Dem Gericht lagen die eidesstattlichen Versicherungen zweier ehemaliger MfS-Offiziere vor. Diese erklärten, Fink sei niemals wissentlich für das MfS tätig gewesen. Der Anwalt Erhardts erklärte diese Aussagen für „meineidig“. Der Richter wertete sie als Zeugenaussage: Man dürfe nicht prinzipiell davon ausgehen, dass Angehörige von Geheimdiensten vor Gericht die Unwahrheit sagen würden. Er sehe einen Widerspruch darin, dass die Senatsseite den Zeugen keinen Glauben schenke, aber die von ebendiesen Zeugen verfassten Papiere als Urkunden wertete.
Nach der juristischen Niederlage ging Erhardt in Berufung und beantragte, den Beschluss zur Weiterbeschäftigung Finks aufzuheben. Der Akademische Senat forderte am 7. April 1992 den kommissarisch amtierenden Rektor Zschunke auf, dem gewählten Rektor seinen Platz wieder zu übergeben. Senator Erhardt gab Zschunke jedoch die Anordnung, Finks Amtsausübung weiterhin zu untersagen.
Im zweitinstanzlichen Verfahren vor dem Landesarbeitsgericht im Dezember 1992 wiederholte Fink, dass er niemals wissentlich für das MfS tätig gewesen sei. Die ehemaligen MfS-Offiziere waren auf Antrag von Erhardts Anwalt als Zeugen geladen. Der Richter schlug Fink vor, das Verfahren durch einen Vergleich zu beenden. Fink lehnte dies ab. Das Gericht kam zu dem Schluss, Fink habe „direkte konspirative Kontakte zum MfS gehabt und diesem Informationen geliefert.“ Dabei bezog es sich nur indirekt auf die Auskünfte der Gauck-Behörde, da diese die Möglichkeit einer unwissentlichen Abschöpfung Finks nicht in Betracht gezogen habe. Außerdem stellte das Gericht die Glaubwürdigkeit der Zeugen des MfS in Zweifel. Gleichwohl stützte es sich für seine Bewertung der beiden Punkte, in denen es Fink des direkten Kontaktes mit dem MfS überführt sah (Telefonat mit dem MfS während des Kirchentags 1987 und Verleihung einer Medaille der NVA), auf Aussagen ebendieser Offiziere – und zwar in ganz unterschiedlicher Weise: Einmal positiv als „einleuchtend“ und einmal negativ als „abstrus“ bzw. „unzutreffend“. Angeblich existierende Tonaufzeichnungen des Telefongesprächs mit dem MfS oder Belege für die tatsächliche Verleihung des Ordens wurden dem Gericht nicht vorgelegt. Der Vorsitzende Richter räumte ein, das Urteil könne „nicht als letzte Wahrheit gelten“. Das Gericht habe „in dem komplizierten Prozess der Wahrheitsfindung den Grad an Gewissheit erlangt, der Zweifeln Schweigen gebietet, ohne sie vollkommen auszuschließen“. Finks Nachfolgerin im Rektoramt, Marlis Dürkop, erklärte, sie wolle den unbestrittenen Beitrag von Heinrich Fink im Erneuerungsprozess der Humboldt-Universität gewürdigt wissen.
Fink legte Verfassungsbeschwerde vor dem Bundesverfassungsgericht ein, die am 10. Juni 1997 abgewiesen wurde.

### Rekonstruktion der MfS-Akte über IM „Heiner“
Bis 2005 rekonstruierte die BstU rund 600 Blatt der ursprünglichen MfS-Akte über den von der Hauptabteilung XX/4 (Abt. für Kirchenfragen) geführten IM „Heiner“ (Kennziffer XV/1827/68). Es gebe ein „Übersichtsblatt“ mit dem Klarnamen „Dr. theol. Heinrich Fink“ plus korrektem Geburtsdatum, Wohnanschrift und Arbeitsstelle.
Die Akte dokumentiere, dass das MfS Fink am 11. Juni 1968 als Inoffiziellen Mitarbeiter anwarb. Sie enthalte Berichte über Finks Treffen mit seinem Führungsoffizier und über seine Beurteilungen anderer Personen. Fink habe „von sich aus auf Einzelpersonen aufmerksam“ gemacht und seine Kenntnisse auch aus „Beichtgeheimnissen und vertraulichen seelsorgerlichen Gesprächen zur Verfügung“ gestellt. Es gebe auch einen von ihm handschriftlich in „Ich-Form“ verfassten Bericht, der jedoch weder einen Absender noch einen Adressaten enthält und auch nicht mit einem Decknamen gekennzeichnet ist. Auch Finks Dienstreisen ins Ausland wurden dem Ministerium berichtet. Daneben gebe es Hinweise auf Zuwendungen und Prämien, allerdings ohne Quittierungen. Gegen die Erklärung Finks, er sei Opfer einer „Abschöpfung“ durch das MfS geworden, sprechen die zahlreichen aufgefundenen Akten und der lange Zeitraum von 1968 bis 1989, in welchem er zwei MfS-Führungsoffizieren berichtete und dabei zahlreiche Kollegen denunzierte.
Fink berichtet, dass ihm von einem Journalisten angeboten wurde, die Akte einzusehen. Er fand darin nur ein einziges Papier mit seiner Unterschrift: einen Brief an den DDR-Staatssekretär für Kirchenfragen. Er erklärte, dass es nach wie vor keine Beweise für die unterstellte IM-Tätigkeit gebe. Fakt sei vielmehr, dass in seiner Wohnung Wanzen und Abhörgeräte installiert waren, und seine Gespräche aus der darüber liegenden Wohnung abgehört worden seien. Dazu habe Oberst Dr. Wiegand, Hauptabteilungsleiter bei der Abteilung XX/4, vor Gericht erklärt, dass die auf diese Weise Abgehörten als IM geführt wurden, in Finks Fall unter dem Decknamen „Heiner“. Die Tonträger hätten als authentische Berichterstatter gegolten. Die Überwachung Finks durch das MfS wird von anderen Akten belegt.

### Einordnung durch den bayerischen Verfassungsschutz
Als Vorsitzenden (bis 2014) der VVN-BdA ordnete ihm das Bayerische Landesamt für Verfassungsschutz 2011 „kommunistisch gefärbten linksextremistischen Antifaschismus, Antimilitarismus und Antikapitalismus“ zu, außerdem habe Fink „die Zusammenarbeit der VVN-BdA mit gewaltorientierten autonomen Gruppen“ befürwortet.

### Gesellschaft und Politik
1961 wurde Fink Mitglied der Christlichen Friedenskonferenz und saß deren staatsnahem DDR-Regionalausschuss zeitweise vor. Mehrere Dienst- und Vortragsreisen führten ihn dabei in das westliche Ausland.
Von 1978 bis 1990 war er Mitglied der Synode der Evangelischen Kirche in Berlin-Brandenburg (Region Ost). Fink galt in der DDR als konform und staatsloyal. Am 8. Oktober 1989 wurde er bei einem Einsatz von Kräften der Volkspolizei und des Ministeriums für Staatssicherheit gegen Demonstranten vor der Berliner Gethsemane-Kirche verletzt, er arbeitete dann bei der diesbezüglichen Untersuchungskommission der Stadtverordnetenversammlung mit. Im Dezember 1989 leitete er den Runden Tisch der HUB. 1992 war Fink Mitbegründer des „Komitees für Gerechtigkeit“. Von 1998 bis 2002 war er als Parteiloser für die PDS Mitglied des Deutschen Bundestages. Zuvor war er für die PDS-Fraktion als „wissenschaftlicher Mitarbeiter“ tätig. Von November 2003 bis Mai 2014 war er Vorsitzender der Vereinigung der Verfolgten des Naziregimes – Bund der Antifaschistinnen und Antifaschisten (VVN-BdA). Auf deren Bundeskongress 2014 wurde er zum Ehrenvorsitzenden bestimmt.
Fink forderte die vorzeitige Freilassung des ehemaligen Terroristen der Rote Armee Fraktion, Christian Klar und besuchte ihn im Gefängnis.
Fink erhielt im Dezember 2013 den „Menschenrechtspreis“ des Vereins Gesellschaft zum Schutz von Bürgerrecht und Menschenwürde.

### Privates
Heinrich Fink war mit der evangelischen Theologin und Pastorin Ilsegret Fink verheiratet und Vater dreier Kinder. Er starb am 1. Juli 2020 im Alter von 85 Jahren in Berlin.

## Publikationen

### Autor
- Wie die Humboldt-Universität gewendet wurde. Erinnerungen des ersten frei gewählten Rektors. Ossietzky, Hannover 2013, ISBN 978-3-9808137-0-9.
- Zur Geschichte der Theologischen Fakultät Berlins. In: Wissenschaftliche Zeitschrift der Humboldt-Universität zu Berlin. Gesellschaftswissenschaftliche Reihe. Jg. 34 (1985), H. 7, S. 517–628.
- Wolfram Adolphi (Hrsg.): Heinrich Fink. Frieden als Lebensgrundsatz,  Rosa-Luxemburg-Stiftung, Reihe Manuskripte, 2021, iSSN 2194-864X.

### Herausgeber
- mit Cornelia Kerth und VVN-Bund der Antifaschisten: Einspruch! Antifaschistische Positionen zur Geschichtspolitik. PapyRossa, Köln 2011.
- mit Carl-Jürgen Kaltenborn und Dieter Kraft: Dietrich Bonhoeffer – gefährdetes Erbe in bedrohter Welt. Beiträge zur Auseinandersetzung um sein Werk. Union, Berlin 1987, ISBN 3-372-00074-9.
- mit Herbert Trebs: Emil Fuchs. Von Schleiermacher zu Marx. Union, Berlin 1969.
- Stärker als die Angst. Den 6 Millionen, die keinen Retter fanden. Mit einem Geleitwort von Emil Fuchs. Union, Berlin 1968.
- mit Palamede Borsari und Jessie Street: Première Session du Conseil mondial de la paix. Berlin, 21–26 février 1951. Compte rendu et documents II. 1951.